# Valmaurie
Valmaurie est un roman de Pierre Lagarde publié en 1944 aux éditions Baudinière et ayant reçu le Grand prix du roman de l'Académie française la même année.

## Éditions
- Valmaurie, éditions Baudinière, 1944.